# Медолюб-дзвіночок
Медолюб-дзвіночок (Acanthagenys rufogularis) — вид горобцеподібних птахів родини медолюбових (Meliphagidae).

## Поширення
Ендемік Австралії. Природним середовищем існування є субтропічний, тропічний та помірний пояс із сухими та напівсухими чагарниками і сухими саванами.

## Опис
Дрібний птах, завдовжки від 22 до 27 сантиметрів і вагою від 34 до 77 грамів. Оперення сіро-коричневе з вогнено-помаранчевими горлом і грудьми. Крила сірі з білими краями. Хвіст довгий з білими кінчиками. Дзьоб рожевий з чорним краєм.

## Спосіб життя
Харчується плодами, нектаром, членистоногими та насінням, зрідка дрібними хребетними.